# 上海印刷集團
上海印刷 (集团) 有限公司是中華人民共和國上海市一家與印刷有關的企業。上海印刷集团成立于1994年11月（一說1995年1月），集团旗下拥有中华印刷、商务新华印刷等企业。最初該公司為國有獨資企業。2004年转变为由上海文汇新民联合报业集团占42%股份、上海世纪出版集团占22%股份、上海文艺出版总社和上海精文投资公司各占18%股份的国有多元企业。2017年，上海印刷集团划入上海世纪出版集团，并与上海印刷新技术集团重组整合成立了新的上海印刷集团。

## 外部連結
- 官方网站